# 文咸街

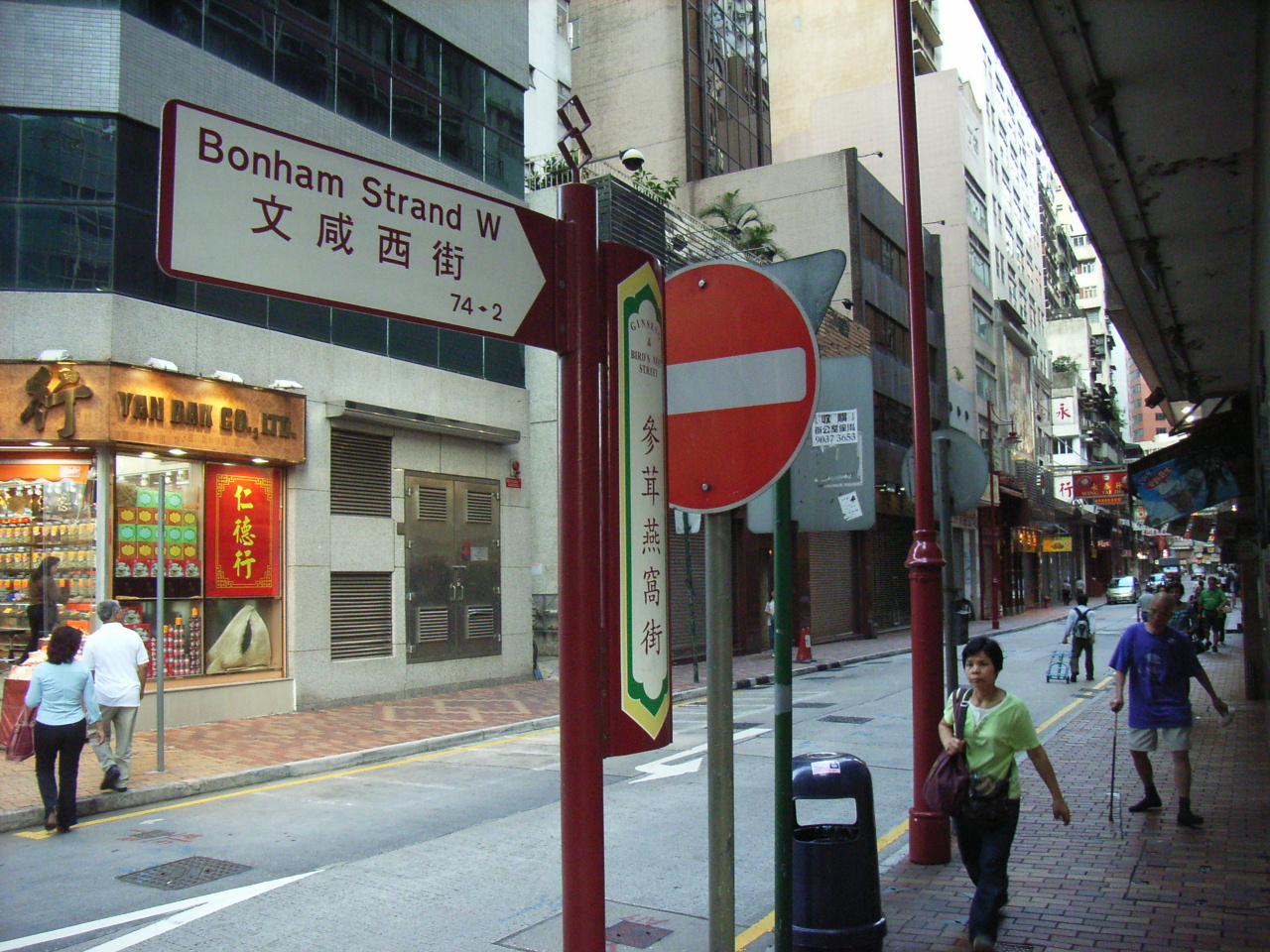
位於上環的文咸西街

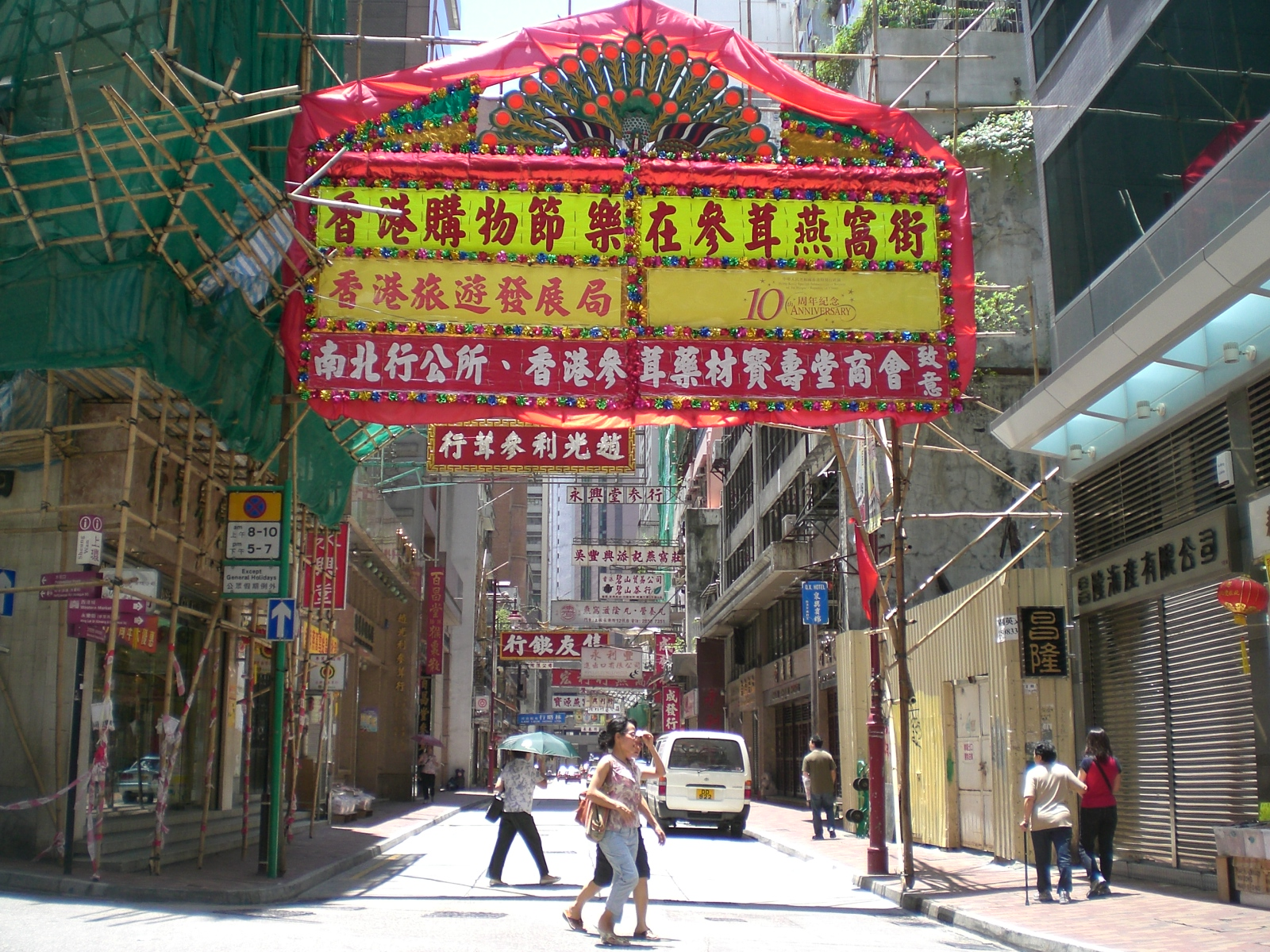
文咸西街

文咸街是香港上環兩條街道的名稱，分別為文咸東街（Bonham Strand）及文咸西街（Bonham Strand West），兩街並非完全連接。文咸東街東端連接皇后大道中近蘇杭街及威靈頓街，西端則連接水坑口街及皇后大道中、西的交界。文咸西街則由文咸東街近水坑口街一段開始，西端連接德輔道西。道路以第三任香港總督文咸命名。
兩條文咸街是昔日南北行的其中一個集中地，文咸西街更有「南北行街」之稱。當中文咸西街還有不少參茸燕窩店，與永樂街組成參茸燕窩街的購物區。

## 歷史
文咸街一帶原本是上環在香港成為英國殖民地之初的海岸線，街道英文名中的「Strand」亦意指海灘。
事源，上環在香港開埠初期（1851年12月28日）發生了一場大火，數百棟樓宇毀於一炬，於是當時港督文咸提議把房屋瓦礫堆到沙灘，造成新的填海區。因此文咸街英文名仍然保留其歷史背景。

## 沿路建築
- 中遠大廈
- 上環市政大廈(街市/熟食/文娛中心/體育館)
- 上環宜必思酒店（Ibis Hong Kong Sheung Wan）：提供合共550間客房、全天候美食選擇及酒吧[3]
- 萬和閣：香港房屋協會的一個市區改善計劃項目，門牌號碼是文咸東街127號，即上環市政大廈斜對面，1994年落成入伙，一梯兩伙共提供50個單位。[4]
- Strand 50（前稱：寶恆商業中心）

## 流行文化
- 香港無綫電視劇集《溏心风暴》中的唐记鲍鱼海味铺就位于此
- 劇中角色水明霞（蒙嘉慧飾）、唐至欣（陳法拉飾）、常在心（鍾嘉欣飾）及黎卓蘭（林莉飾）為上環文咸西街四朵金花

## 外部連結
维基共享资源上的相關多媒體資源：文咸街